# Trais-Horloffer See

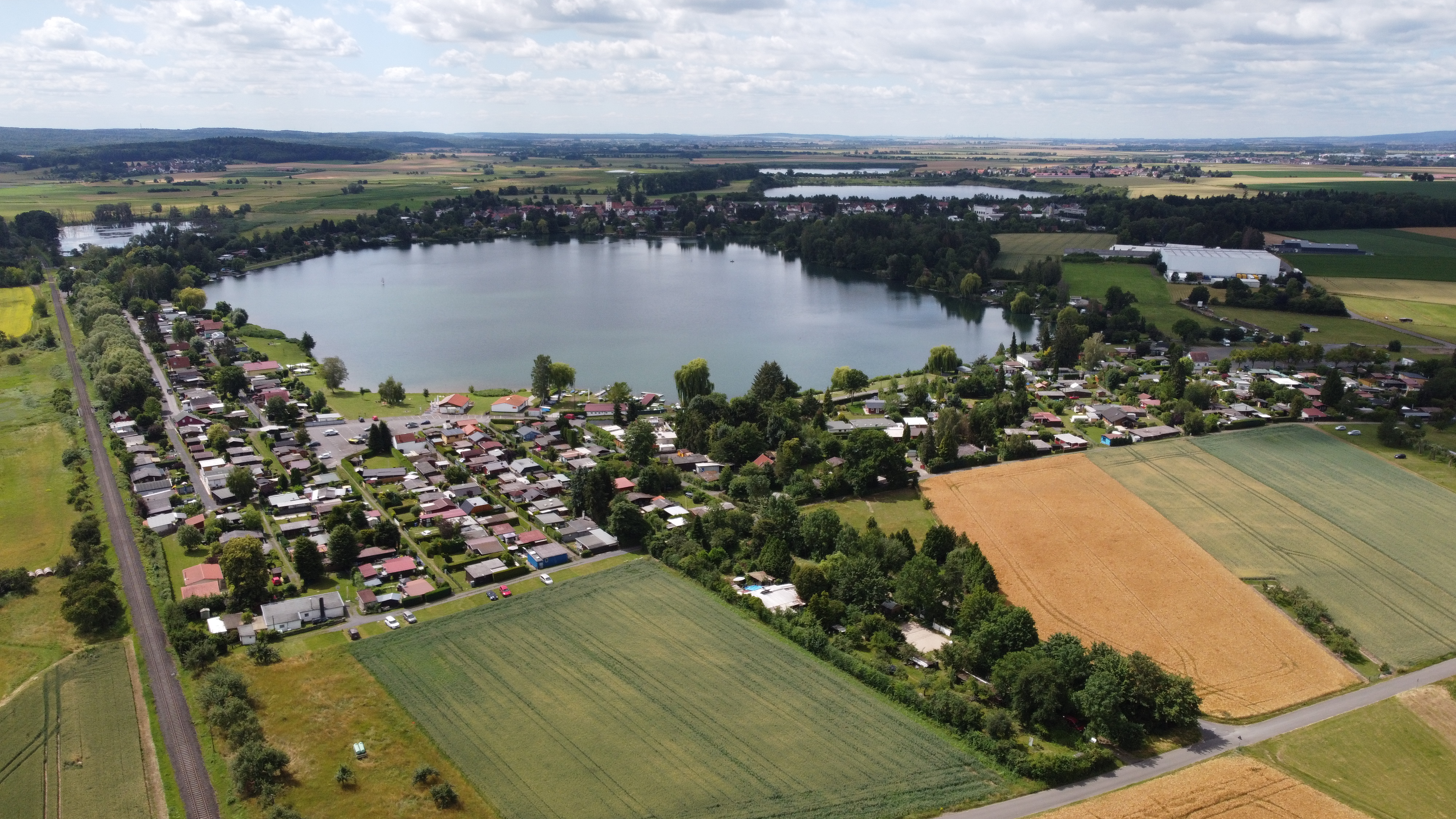
Luftbild des Trais-Horloffer Sees (2020), Blick von Norden Richtung Südwesten.

Der Trais-Horloffer See, umgangssprachlich auch Inheidener See genannt, ist ein See der Wetterauer Seenplatte am nördlichen Rande der Wetterau, einer Ebene zwischen den beiden Mittelgebirgszügen Taunus und Vogelsberg. Er liegt im Landkreis Gießen im Bundesland Hessen ca. 40 km nördlich von Frankfurt am Main auf dem Gebiet der Stadt Hungen zwischen deren Stadtteilen Inheiden und Trais-Horloff.
Der Baggersee, der aus einem ehemaligen Braunkohletagebau entstand, hat eine Wasserfläche von 35,1 Hektar und ist bis zu 27,2 m tief. Anfang der 1960er Jahre entstand an den Ufern des Sees allmählich ein Naherholungs- und Wochenendgebiet.
Am Nordufer des Sees befinden sich von West nach Ost
- ein gebührenpflichtiger Parkplatz (auch für Wohnmobile) mit Toilettenanlage und Entsorgungsmöglichkeit für Campingtoiletten,
- einige Wochenendhäuser mit Seezugang,
- eine Liegewiese ohne Seezugang,
- das Clubgelände des Segelclub Inheiden (SCI),[1]
- die von Mai bis September an Wochenenden besetzte Rettungsstation der DLRG-Ortsgruppe Butzbach,[2]
- ein Kiosk[3] und
- eine ca. 500 m lange, sich bis in den nördlichen Teil des Ostufers (hier ein Café[4]) erstreckende Liegewiese mit Toilettenanlage und direktem Seezugang (mit Flachwasserbereich).

Am Ostufer befindet sich im südlichen Bereich das Vereinsgelände der Traiser Segelgemeinschaft (TSG), eine weitere Liegewiese mit Seezugang über Treppen sowie – etwas vom See entfernt – ein weiterer Kiosk, eine Toilettenanlage, ein Parkplatz und der Bahnhaltepunkt an der Bahnstrecke Gießen–Gelnhausen.
An das Südufer des Sees grenzt der Ort Trais-Horloff, dessen Kirche schon von Weitem zu sehen ist.